# Улица Чернышевского (Казань)
Улица Чернышевского (тат. Чернышевский урамы, Çernışevski uramı) — улица в историческом центре Казани. Названа в честь революционера-демократа, писателя и литературного критика Николая Чернышевского (1828—1889)

## География
Улица начинается от улицы Дзержинского у парка «Черное озеро», пересекает улицы Кремлёвская, Профсоюзная, Баумана, Право-Булачная, пересекает Булак по Ложкинскому мосту, затем пересекает улицы Лево-Булачная, Московская, Гаяза Исхаки, Бурхана Шахиди, Привокзальную площадь, улицу Нариманова и заканчивается у надземного пешеходного перехода между железнодорожным вокзалом и Портовой дамбой.
Ближайшие параллельные улицы: Мусы Джалиля, Рустема Яхина и переулок Кирова.

## История
Местность, занимаемая частью улицы от её начала и до Булака была занята городом со времён Казанского ханства. После захвата Казани русскими в забулачной части современной улицы появились слободы Преображенская и Ямская, которые позднее слились с городом. Своё современное направление она получила в конце XVIII века, после того. как город стал застраиваться по регулярному плану. В конце XVIII века застройка улица была преимущественно деревянной, каменные кварталы находились лишь в начале улицы. К началу второй половины XIX века около половины современной улицы имело, каменную застройку, а к 1880-м годам деревянная застройка сохранилась лишь на самой западной её части и была снесена при постройке железной дороги.
Небольшая часть современной улицы от Черного озера до пересечения с Кремлёвской улицей называлась 3-й Черноозёрской улицей, участок между современными Кремлёвской и Московской улицами назывался Гостинодворской улицей; оставшаяся часть улицы называлась Поперечно-Владимирской улицей. Первые две улицы административно относились к 1-й полицейской части, а третья — ко 2-й полицейской части.
В 1914 году постановлением Казанской городской думы 3-я Черноозёрская улица была переименована в Ложкинский переулок, а Поперечно-Владимирская была присоединена к Гостинодворской, однако фактически переименования не состоялись.
В 1920-е годы 3-я Черноозёрская и Гостинодворская улицы были объединены в Гостинодворскую, а Поперечно-Владимирская — в Поперечно-Московскую. Постановлением Казгорсовета от 4 сентября 1930 года обе улицы были объединены в Пионерскую улицу. Улица получила название Пионерской в честь располагавшегося на ней Центрального клуба юных пионеров имени 10-летия ВЛКСМ. Он был открыт в 1927 году в юго-восточной части здания Гостиного двора (в 1954 году эта часть здания обрушилась и на её месте был построен пятиэтажный жилой дом) и на момент открытия имел адрес: улица Гостинодворская, 2. В 1929 году в преддверии Всесоюзного слёта юных пионеров, проходившего в Москве, руководство казанского Центрального клуба юных пионеров вышло горсовет с инициативой переименовать улицу Гостинодворскую в Пионерскую. В 1930 году улицу переименовали.     
В 1958 году улица была названа современным именем.
После введения районного деления в Казани относилась к Бауманскому и Сталинскому районам, Бауманскому и Дзержинскому районам, Бауманскому району а после его упразднения — к Вахитовскому району.

## Примечательные объекты
- № 2/6 — здание цирка (снесено после пожара в 1960-е годы). Ранее на этом же месте с 1890 года существовал «Никитинский цирк» — первый стационарный цирк в Казани.[20]
- № 3 — дом П. А. Месетникова (нач. XIX в., арх. Пётр Пятницкий[тат.] и Павел Жуковский).[21]
- № 4/2а — жилой дом Казанского моторостроительного объединения
- № 5/4 — здание Казанской духовной семинарии (1734—1741 гг.); ныне занято геологическим факультетом КФУ.[22]
- № 6/2А — Гостинодворская церковь (XVI в., перестроена в 1864—1870 гг.).[23]
- № 6к2 — южный корпус Гостиного двора.[23]
- № 7 — дом И. П. Осокина.[24]
- № 8/1 — здание лавок купца Курманаева.[25]
- № 10/6 — дом Потехина (1830-е гг.).[26]
- № 10/7 — здание редакции газеты «Татарстан» (1866, арх. Павел Аникин[тат.]).[27]
- № 15/9 — гостиница «Казань».
- № 12/36 — здание «Больших Сибирских номеров» (снесено и восстановлено).
- № 17/38 — дом И. П. Лисицына. В середине XX века здесь размещался военный комиссариат Бауманского района.[28][29]
- № 18/23 — дом Павловского (снесён).
- № 19 — дом купца Д. Е. Брагина (2-я пол. XIX в.).[30]
- № 20/24 — дом Шестаковой (снесён).[31]
- № 23/25 — номера Лисицына (снесены). В середине XX века здесь размещались больница Татпромстрахкассы, позже — 6-я детская больница.[31][32][29]
- № 24/23 — 3-й дом специалистов (1937—1939, арх. В. Дубровин).[33]
- № 25/26 — доходный дом Молокова (1906, арх. Генрих Руш).[34]
- № 28 — жилой дом (XVII—XVIII вв.).[35]
- № 30 — жилой дом (XVII—XVIII вв.).[36]
- № 31 — дом С. Е. Александрова (1842 г.).[37]
- № 36/5 — здание управления Казанской железной дороги (1940, арх. Г. Спиридонов).[38]
- № 36а — здание пригородного вокзала (1967, арх. Мунир Агишев).[39]
- № 43/2 — республиканский дом моделей министерства бытового обслуживания ТАССР (ныне торговый центр «Ильдан»).

### Утраченные
- угол улиц Чернышевского и Московской — Владимирский собор.[40]

## Известные жители
- В разные времена на улице проживали казанский губернатор купец Осип Молотков[41], врач, заведующий Верхнеудинской городской больницей и краевед Михаил Танский,[41] заслуженный артист ТАССР Шакир Шамильский[42]; в доме № 24/23 проживали математик Борис Лаптев, начальник Казанского трамвайно-троллейбусного управления Хайдар Акалаев, заслуженный лётчик-испытатель СССР Леонид Антропов[43], писатель Ян Винецкий[43].

## Транспорт
- По отдельным участкам улицы ходят автобусы и троллейбусы (с 1950-х гг.)[44], однако непосредственно на улице они не останавливаются; ближайшая автобусные остановки есть вблизи перекрёстков улицы Чернышевского с ул. Лево- и Право- Булачными, Московской и Бурхана Шахиди. Ближайшая станция метро — «Кремлёвская».

### Трамвай
- В 1870-х годах по участку улицы от Большой Проломной до Московской была проложена линия конно-железной дороги, которая в 1899/1900 годах была заменена трамваем; трамвайная линия занимала проходила по участку улицы от Большой Проломной до ж/д вокзала; по отрезку современной улицы Чернышевского между улицами Баумана и Московской проходили три (Волго-Проломная, Екатерининская и Круговая) из пяти дореволюционных маршрутов казанского трамвая. На 1935 год через Пионерскую улицу проходили три из семи существовавших тогда трамвайных маршрута: № 1 (Кольцо — Дальнее Устье), № 4 (Кольцо — Суконная слобода), № 5 (Кольцо — Ягодная слобода).[45] К 1964 году трамвайного движения на улице не было.[46]

## Интересный факт
- Одна из улиц, пересекающая улицу (Кремлёвская), ранее также носила имя Чернышевского. Таким образом, улица Чернышевского пересекает бывшую улицу Чернышевского.

### Комментарии
1. ↑  арабица: چىرنىشىفسكى ئورامىٰ, яналиф: Cernьşefski uramь